# FC Balzers
Maillots
Le FC Balzers est un club de football liechtensteinois basé à Balzers.

## Historique
- 1932 : Fondation du club sous le nom de FC Balzers
- 1964 : Premier titre après la victoire en finale de la Coupe du Liechtenstein de football
- 1993 : Première participation à une compétition européenne, la Coupe des Coupes, marquée par une élimination au premier tour par le CSKA Sofia, après une qualification lors du tour préliminaire face au club albanais de KS Albpetrol Patos. Le FC Balzers devient le premier club du Liechtenstein à remporter une rencontre et à passer un tour en compétition européenne.

## Bilan sportif

### Palmarès
- Coupe du Liechtenstein
  - Vainqueur (11) : 1964, 1973, 1979, 1981, 1982, 1983, 1984, 1989, 1991, 1993, 1997
  - Finaliste (15) : 1974, 1975, 1976, 1980, 1986, 1992, 1994, 1999, 2000, 2003, 2004, 2006, 2008, 2013, 2018, 2023 et 2025.

### Bilan européen
Note : dans les résultats ci-dessous, le score du club est toujours donné en premier
| Saison    | Compétition      | Tour                | Club            | Domicile | Extérieur | Total  |
| --------- | ---------------- | ------------------- | --------------- | -------- | --------- | ------ |
| 1993-1994 | Coupe des coupes | Tour préliminaire   | Albpetrol Patos | 3 - 1    | 0 - 0     | 3 - 1  |
| 1993-1994 | Coupe des coupes | Seizièmes de finale | CSKA Sofia      | 0 - 8    | 1 - 3     | 1 - 11 |
| 1997-1998 | Coupe des coupes | Tour préliminaire   | BVSC Budapest   | 1 - 3    | 0 - 2     | 1 - 5  |

Légende
- Victoire ou qualification pour le tour suivant
- Match nul
- Défaite ou élimination de la compétition